# Putterlickia pyracantha
Putterlickia pyracantha là một loài thực vật có hoa trong họ Dây gối. Loài này được (L.) Endl. miêu tả khoa học đầu tiên năm 1840.

## Hình ảnh

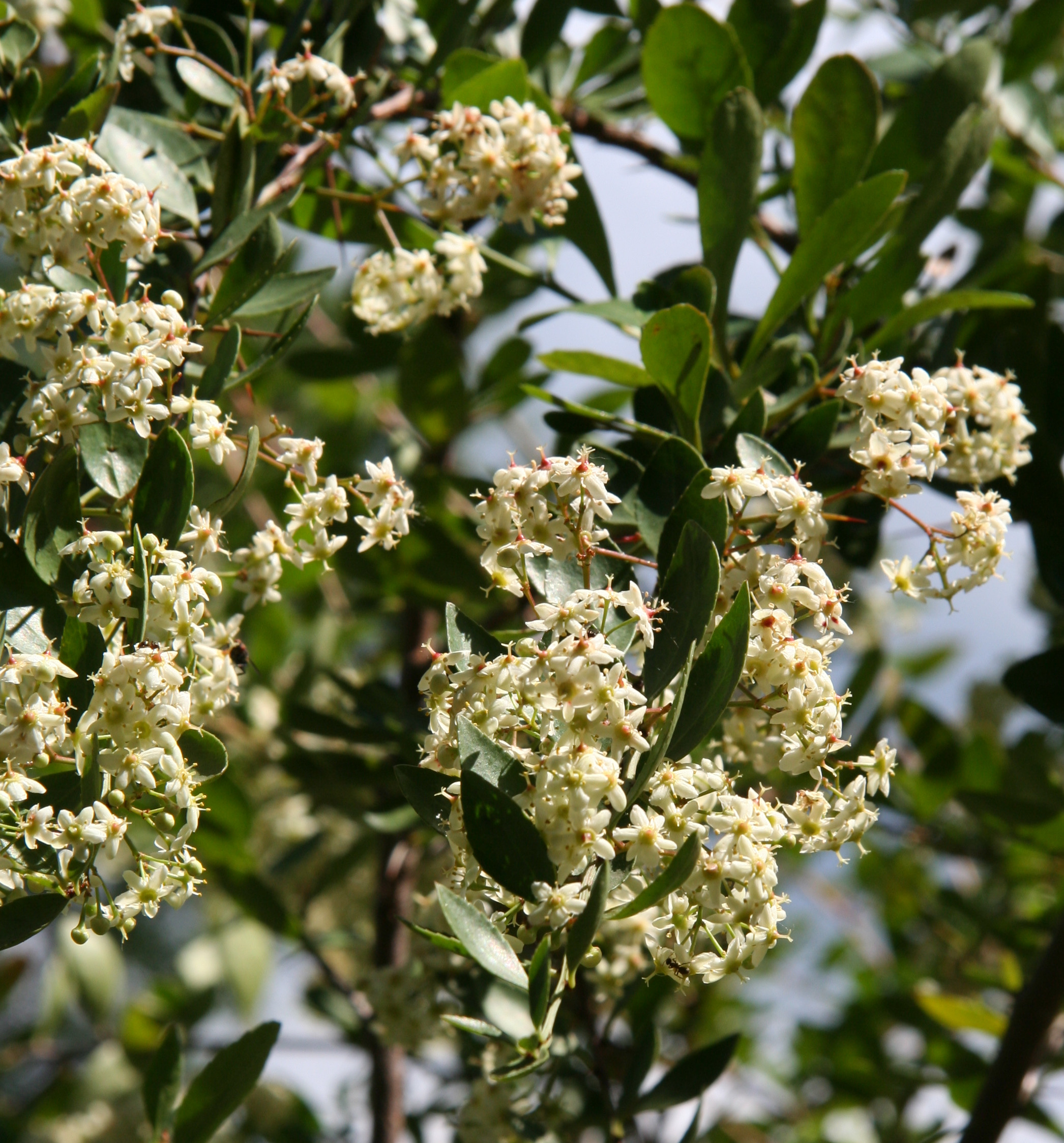